# Síndrome de Widal
El síndrome de Widal, triada de Samter o tríada ASA, afecta aproximadamente al 10% de los asmáticos y consiste en la asociación de asma, poliposis nasal e intolerancia a la aspirina y otros antiinflamatorios no esteroideos (AINEs). En estos pacientes se debe evitar la administración de AAS, ya que puede desencadenar un episodio severo de asma. En general, el paracetamol (acetaminofén) es bien tolerado.